# Luna, Satu Mare
Luna (maghiară Lunaforrás) este o localitate componentă a orașului Negrești-Oaș din județul Satu Mare, Transilvania, România.
 Acest articol despre o localitate din județul Satu Mare este deocamdată un ciot. Puteți ajuta Wikipedia prin completarea lui.